# King Shark
King Shark  est un personnage de fiction de DC Comics créé par Karl Kesel dans Superboy vol.3, #0 en octobre 1994.

## Biographie
King Shark, également connu sous le nom de Nanaue, est le fils d'un dieu requin. À l'origine un ennemi de Superboy, il est progressivement devenu l'adversaire d'autres super-héros tels que Flash ou Aquaman. Il a également fait partie d'équipes comme la Suicide Squad ou la Secret Six (en).
Il possède les caractéristiques physiques d'un homme et d'un requin. 

## Pouvoirs et capacités
La peau renforcée de King Shark lui assure une protection contre les agressions marines et physiques. Il a des dents aussi puissantes qu'un vrai requin, et il aime les utiliser comme une arme. Il possède des branchies aquatiques, lui permettant ainsi de respirer sous l'eau. Il nage à grande vitesse et résiste au froid. Sa force et son endurance ont été augmentées, et il peut désormais soulever jusqu'à 55 tonnes. Il peut également régénérer les membres coupés, les organes et les dents déchirées.

## Apparitions dans d'autres médias

### Cinéma
- 2009 : Superman/Batman : Ennemis publics
- 2014 : Batman : Assaut sur Arkham (VO : John DiMaggio)
- 2020 : Justice League Dark: Apokolips War (VO : John DiMaggio)
- 2021 : The Suicide Squad de James Gunn interprété par Sylvester Stallone (voix) et Steve Agee (capture de mouvement) : Dans cette version, Nanaue alias King Shark affiche un comportement enfantin et parle de manière monosyllabique avec des phrases simples. Il est dans un premier temps recruté dans la Suicide Squad envoyé par Amanda Waller, aux côtés d'Harley Quinn, Bloodsport, Peacemaker, Ratcatcher II, et Polka-Dot Man pour infiltrer et détruire un laboratoire de Corto Maltese appelé Jötunheim contenant des archives, contenant Starro, le Conquérant (en) une étoile-de-mer extraterrestre. King Shark se lie d'amitié avec sa coéquipière Ratcatcher II.

### Télévision
- 2001 : La Ligue des justiciers : Richard Green)
- 2008 : Batman : L'Alliance des héros (Batman: The Brave and the Bold) Atlantis en danger! (Evil Under the Sea!) (VO : Wallace Langha)
- 2015 : The Flash interprété par David Hayter (voix) et Dan Payne (capture de mouvement) : Dans cette version, il est un méta-humain originaire de Terre-2 et se prénommait Shay Lamden.
- 2019 : Harley Quinn (VO : Ron Funches)
- 2022 : La Ligue des Justiciers : Nouvelle Génération  (VO : James Arnold Taylor) et (VF : Paul Borne)
- 2024 : Suicide Squad Isekai (VO : Subaru Kimura)

### Jeux vidéo
- 2011 : DC Universe Online (VO : Dale Dudley)
- 2014 : Lego Batman 3 : Au-delà de Gotham (VO : Travis Willingham)
- 2018 : Lego DC Super-Vilains (VO : Fred Tatasciore)
- 2022 : Suicide Squad: Kill the Justice League (VO : Samoa Joe)